# Clauberg-Gymnasium
Das Clauberg-Gymnasium war eine weiterführende Schule mit integrierter gymnasialer Oberstufe in Duisburg. Es wurde im Jahr 1966 zu Ehren von Johann Clauberg gegründet. Es wurde als Neusprachliches Gymnasium für Jungen gegründet und ab 1971 als koedukatives Gymnasium geführt.
Ab dem Schuljahr 2000/01 kooperierte das Clauberg-Gymnasium mit der Gesamtschule Emschertal, um Oberstufenschülern ein breiteres Fächerangebot bieten zu können. Am 25. September 2001 erhielt die Schule den Titel Schule ohne Rassismus – Schule mit Courage mit Jutta Ditfurth als Patin, mit Beginn des Schuljahres 2005/06 wurde sie zur UNESCO-Projektschule.
Zum Ende des Schuljahres 2009/10 wurde das Gymnasium am 14. Juli 2010 geschlossen, nachdem sich in den vergangenen Jahren weniger Schüler als gesetzlich vorgeschrieben angemeldet hatten, so dass die Bezirksregierung Düsseldorf der Schule die langfristige Unterrichtsgenehmigung entzogen hatte.